# Matsja
Matsja je v sanskrtski izraz, ki pomeni riba.
V hinduizmu je Matsja prvi Višnujev avatara iz pretekle kritajuge, ki je trajala 1,728.000 človeških let. Matsja je ubil demona Hajagrivo in rešil Manuja pred vesoljnim potopom.
Matsja je lahko upodobljen kot riba ali pa kot pol človek, pol riba s štirimi rokami. Njegova simbolna znaka (atributa) sta kolo in kij.